# Metal Queen
Metal Queen è il secondo album in studio della cantante canadese Lee Aaron, pubblicato nel 1984.

## Tracce
1. Metal Queen (Lee Aaron, George Bernhardt) – 5:00
2. Lady of the Darkest Night (Aaron, Bernhardt, Jack Meli) – 4:53
3. Head Above Water (Aaron, John Albani) – 3:43
4. Got to Be the One (Aaron, Bernhardt, Albani) – 5:15
5. Shake It Up (Aaron, Bernhardt) – 3:09
6. Deceiver (Aaron, Bernhardt) – 3:26
7. Steal Away Your Love (Aaron, Bernhardt, Doug Raymond) – 4:21
8. Hold Out (Aaron, Bernhardt, Albani) – 3:41
9. Breakdown (Aaron, Bernhardt, Albani) – 3:37
10. We Will Be Rockin' (Aaron, Bernhardt, Meli) – 3:28